# Taye Atske Selassie
Taye Atske Selassie Amde (amárico: ታዬ አጽቀሥላሴ, Debarq, 13 de enero de 1956) es un diplomático etíope que actualmente se desempeña como el sexto presidente de Etiopía a partir del 7 de octubre de 2024. Ha trabajado como embajador en numerosas ocasiones en las Naciones Unidas. Antes de asumir este cargo, se desempeñó como Ministro de Asuntos Exteriores.

## Biografía
Taye nació en Debarq, Gondar, en la provincia de Begemder. Recibió una postgraduación en la Universidad de Adís Abeba y la Universidad Lancaster en Inglaterra en Relaciones Internacionales de Ciencias Políticas y Estudios Estratégicos. Ha trabajado como Representante Permanente ante las Naciones Unidas desde 2018. Antes de su nombramiento en la ONU, Taye se desempeñó como Cónsul General de Etiopía en Los Ángeles para funciones estratégicas en Washington D. C.; Estocolmo; y en particular como embajador de Etiopía en Egipto. El 8 de febrero de 2024, sucedió a Demeke Mekonnen como Ministro de Asuntos Exteriores tras la renuncia de Demeke el 26 de enero.
El 7 de octubre de 2024, fue nombrado repentinamente presidente de Etiopía, sucediendo a Sahle-Work Zewde, cuyo mandato terminó en medio de la especulación y el debate público. El nombramiento de Taye llega en un momento crítico para Etiopía, con desafíos significativos en las relaciones internacionales y conflictos internos.